# Eburneocladiscus viridescens
Eburneocladiscus viridescens là một loài bọ cánh cứng trong họ Cleridae. Loài này được Pic miêu tả khoa học đầu tiên năm 1955.